# Inter Bom-Bom
L'Inter Futebol Clube de Bom-Bom és un club de futbol que juga a la Segona Divisió de la Lliga de São Tomé de futbol. La seu de l'equip és a la localitat de Bombom al districte de Mé-Zóchi a l'illa de São Tomé. L'actual entrenador és Roberto Lomba.

## Història
L'equip ha guanyat tres títols i és el vuitè equip que va guanyar el seu primer títol l'any 1995 i va ser el primer club de Me-Zochi a aconseguir un títol de campionat nacional. El seu segon va ser l'any 2000 i es va convertir en el segon equip en participar en els campionats africans l'any 2001, on van perdre amb el Sony Elá Nguema de Guinea Equatorial. L'Inter Bombom ocupava el quart lloc en títols obtinguts compartit amb el Guadalupe durant tres anys i des de 2001, Bairros Unidos FC durant dos anys fins que van guanyar el seu tercer i últim títol en 2003 i es va convertir en la tercer més i hoa va compartir amb els Os Operários de Príncipe fins a l'any 2004, on esdevingué en el rànquing del club en el quart que continua sent avui. L'Inter va jugar a la Primera Divisió fins que van quedar relegat l'any 2009.

## Uniforme
Els colors dels seus uniformes són el blau amb una samarreta de color negre ratllat, pantalons curts amb una vora negra gruixuda a les seves vores i la part superior amb dues ratlles negres en els mitjons que utilitzen quan juguen a casa. El seu uniforme visitant té una samarreta blanca amb un llom blau a la part superior, pantalons curts de color blau fosc amb unes línies dobles de color blau clar i doble a cada costat i mitjons blancs amb dues ratlles blaves a la part superior. El seu tercer color té una samarreta verda amb tres línies verd gruixudes al mig i dues ratlles blanques a la part superior, un curt blanc amb una prima vora blau a les seves vores i mitjons verds amb dues ratlles blaves a la part superior.

## Títols
- Campeonato Santomense de Futebol: 3
  - 1995, 2000, 2003
- Supertaça Nacional de São Tomé e Príncipe: 1
  - 1996
- Liga Insular de São Tomé: 3
  - 1995, 2000, 2003

## Historial de participacions

### Participació en competicions de la CAF
- Lliga de Campions de la CAF: 1 participació

2001 – Ronda preliminar, eliminat pel Sony Elá Nguema de Guinea Equatorial

## Resultat del campionat entre illes
| Temporada | Divisió | Posició | Jugats | Guanya | Empata | Perd | GF | GC | GD | Punts | Copa | Qualificació/descens                  |
| --------- | ------- | ------- | ------ | ------ | ------ | ---- | -- | -- | -- | ----- | ---- | ------------------------------------- |
| 2012      | 2       | 12      | 18     | -      | -      | -    | -  | -  | -  | -     |      |                                       |
| 2015      | 3       |         | 18     | -      | -      | -    | -  | -  | -  | -     |      | Promociona a Primera Divisió Regional |